# Stanisław Kuziński
Stanisław Kuziński (* 8. Oktober 1923 in Warschau; † 12. Oktober 2012 ebenda) war ein Politiker der Polnischen Vereinigten Arbeiterpartei PZPR (Polska Zjednoczona Partia Robotnicza) in der Volksrepublik Polen, der unter anderem von 1957 bis 1976 Mitglied des Sejm sowie zwischen 1972 und 1980 Präsident des Statistischen Hauptamtes GUS (Główny Urząd Statystyczny) war.

## Leben

### Zweiter Weltkrieg, wissenschaftliche Studien und Polnischer Oktober 1956
Stanisław Kuziński, Sohn von Jan Kuziński und dessen Ehefrau Zofia, nahm nach dem Schulbesuch 1940 eine berufliche Tätigkeit als Angestellter des Meliorationsbüros in Busko-Zdrój auf. Im Anschluss folgten zwischen 1941 und 1944 verschiedene Gelegenheitsarbeiten als Zeichner, Erzieher und Angestellter in Warschau. Er trat 1943 der Union junger Kämpfer ZWM (Związek Walki Młodych) und der Volksgarde GL (Gwardia Ludowa) bei und engagierte sich unter dem Tarnnamen „Stasiek“ im Zweiten Weltkrieg gegen die deutsche Besatzungsmacht. Daneben wurde er 1943 Mitglied der Polnischen Arbeiterpartei PPR (Polska Partia Robotnicza) bei, die am 5. Januar 1942 im Untergrund in Warschau gegründet wurde. Am 1. Januar 1944 wurde er Angehöriger der Volksarmee AL (Armia Ludowa), die aus der Gwardia Ludowa hervorgegangen war, und nahm zwischen dem 1. August und dem 2. Oktober 1944 am Warschauer Aufstand teil. Er nahm zwischen 1944 und 1945 an einem Lehrgang der ZWM teil und war anschließend von 1945 bis 1947 Mitglied des Vorstandes der ZVM sowie zugleich Leiter der Ausbildungszentren dieser Union junger Kämpfer. 1948 wurde Mitglied der neu gegründeten Polnischen Vereinigten Arbeiterpartei PZPR (Polska Zjednoczona Partia Robotnicza) und war zwischen 1948 und 1950 Mitarbeiter in der Wirtschaftsabteilung des Instituts für Agrarökonomie (Instytut Ekonomiki Rolnej), ehe er im Anschluss von 1950 bis 1954 Aspirant beim Institut für die Ausbildung wissenschaftlicher Kader IKKN (Instytut Kształcenia Kadr Naukowych) war, aus dem anschließend das Institut für Sozialwissenschaften des Zentralkomitees der PZPR (Instytut Nauk Społecznych przy KC PZPR) hervorging.
Daraufhin wechselte er in die zentrale Parteiverwaltung und war zwischen 1954 und 1956 Mitarbeiter im Inspektionsbüro des Sekretariats des ZK sowie daraufhin von 1956 bis 1957 Sekretär des PZPR-Komitees von Warschau. Während der Zeit des Polnischen Oktober 1956 gehörte Stanisław Kuziński im Machtkampf innerhalb der PZPR der nach einem Komplex modernistischer Mietshäuser in der Ul. Puławska 24 und 26 in Warschau benannten „Pulawy“-Gruppe (Puławianie) unter Führung von Roman Zambrowski und Leon Kasman an, die hauptsächlich aus Intellektuellen und Aktivisten bestand, die im ersten Jahrzehnt Volkspolens aktiv waren. Die Pulawy-Fraktion stand in Opposition zur Natolin-Fraktion um Zenon Nowak, Wiktor Kłosiewicz, Hilary Chełchowski, Aleksander Zawadzki, Władysław Kruczek, Władysław Dworakowski, Kazimierz Mijal, Franciszek Mazur, Bolesław Rumiński, Franciszek Jóźwiak und Stanisław Łapot, die gegen die Liberalisierung des kommunistischen Systems war, und die nationalistische und antisemitische Parolen proklamierte, um in der PZPR an die Macht zu kommen.

### Sejm-Abgeordneter und ZK-Abteilungsleiter
Stanisław Kuziński wurde am 20. Februar 1957 für die PZPR erstmals Mitglied des Sejm und vertrat dort in der zweiten Legislaturperiode bis zum 17. Februar 1961 den Wahlkreis Nr. 3 Warschau-Praga Śródmieście, in der darauf folgenden dritten Legislaturperiode zwischen dem 15. Mai 1961 und dem 31. März 1965 den Wahlkreis Nr. 40 Wadowice sowie in der vierten Legislaturperiode vom 24. Juni 1965 bis zum 29. April 1969 den Wahlkreis Nr. 4 Krakau. Er war in dieser Zeit zwischen Februar 1957 und April 1969 sowohl Mitglied des Präsidiums der PZP-Fraktion sowie Vorsitzender des Ausschusses für Außenhandel. Des Weiteren war er auch noch Mitglied des Ausschusses für Wirtschaftsplanung, Haushalt und Finanzen sowie in der zweiten Legislaturperiode zudem von Februar 1957 bis Februar 1961 Mitglied des Ausschusses für Leichtindustrie, Handwerks- und Arbeitsgenossenschaften.
Am 1. Juni 1959 wurde Kuziński Stellvertretender Leiter der Wirtschaftsabteilung des ZK und behielt diese Funktion bis zum 11. Juli 1964. Auf dem IV. Parteitag (15. bis 20. Juni 1964) wurde er Kandidat des Zentralkomitees (ZK) der PZPR und behielt diese Funktion nach seiner Bestätigung auf dem V. Parteitag (11. bis 16. November 1968) bis zu einem ZK-Plenum am 6. Februar 1971. Kurz darauf übernahm er am 11. Juli 1964 den Posten als Leiter der ZK-Abteilung für Leichtindustrie, Handel und Bauwesen und behielt diesen bis zum 15. März 1971.
Am 27. Juni 1969 wurde er wieder Mitglied des Sejm und vertrat in der fünften Legislaturperiode bis zum 22. Dezember 1971 den Wahlkreis Nr. 33 Radom sowie in der anschließenden sechsten Legislaturperiode zwischen dem 28. März 1972 und dem 10. Februar 1976 den Wahlkreis Nr. 30 Kielce. Er war in dieser Zeit zwischen Juni 1969 und Februar 1976 weiterhin Mitglied des Präsidiums der PZP-Fraktion sowie in der fünften Legislaturperiode von März 1972 bis Februar 1976 auch wieder Vorsitzender des Ausschusses für Außenhandel. Außerdem war er zwischen Juni 1969 und Februar 1976 weiterhin Mitglied des Ausschusses für Wirtschaftsplanung, Haushalt und Finanzen.

### ZK-Mitglied und Präsident des Statistischen Hauptamtes
Auf einem ZK-Plenum am 7. Februar 1971 wurde Stanisław Kuziński zunächst Mitglied des ZK der PZPR, wobei er diesem Führungsgremium der Partei nur bis zum VI. Parteitag (6. bis 11. Dezember 1971) angehörte. Am 16. März 1971 wurde er ferner Leiter der Wirtschaftsabteilung des ZK und behielt diese Funktion bis zum 18. April 1972. Auf dem VI. Parteitag (6. bis 11. Dezember 1971) wurde er schließlich Mitglied der Zentralen Revisionskommission der PZPR und gehörte diesem Gremium der Partei bis zum VII. Parteitag (8. bis 12. Dezember 1975) an.
Als Professor für Wirtschaftswissenschaften löste Kuziński am 18. April 1972 Wincenty Kawalec Präsident des Statistischen Hauptamtes GUS (Główny Urząd Statystyczny) ab und bekleidete dieses unmittelbar dem Ministerpräsidenten der Volksrepublik Polen unterstellte Amt bis zum 24. August 1980, woraufhin Wiesław Sadowski seine Nachfolge antrat. Er war zeitgleich zwischen April 1972 und August 1980 Mitglied des Statistik- und Wirtschaftsausschusses der Polnischen Akademie der Wissenschaften PAN (Polska Akademia Nauk).
Für seine langjährigen Verdienste in der Volksrepublik Polen wurde er mehrfach ausgezeichnet und erhielt unter anderem den Orden des Banners der Arbeit (Order Sztandaru Pracy) Zweiter Klasse, die Kommandeurswürde und 1946 das Ritterkreuz des Ordens Polonia Restituta,  den Orden des Grunwald-Kreuzes (Order Krzyża Grunwaldu) Dritter Klasse sowie das Verdienstkreuz der Republik Polen (Krzyż Zasługi) in Silber. Nach seinem Tode wurde er auf dem Warschauer Powązki-Friedhof bestattet.

## Veröffentlichungen
Stanisław Kuziński verfasste des Weiteren verschiedene Fachbücher, die sich mit der Wirtschaftspolitik Polens befassten. Zu seinen Werken gehören:
- G¿owne proporcje rozwoju gospodarczego Polski Ludowej. Problemy tempa wzrostu gospodarki narodowej, inwestycji,zatrudnienia, wydajnos ci pracy, handlu zagranicznego., 1960
- O czynnikach wzrostu gospodarczego Polski Ludowej. Niektóre zagadnienia inwestycji,  zatrudnienia, handlu zagranicznego i spożycia, 1962
- Inwestycje i handel zagraniczny Polski 1960–1970, 1967
- Polska na gospodarczej mapie świata, 1976
- Reforma gospodarcza – doświadczenia, alternatywy, zagrożenia, 1983
- Polityka przemysłowa. Spory wokół strategii rozwoju, 1992